# Cântarea bizantină
Cântarea bizantină este tipul de cântare utilizat în bisericile de rit bizantin, adică Patriarhia Constantinopolului, Patriarhia Alexandriei, Patriarhia Antiohiei, Patriarhia Ierusalimului, Patriarhia Română și în Biserica Ortodoxă a Greciei, Biserica Ortodoxă a Ciprului și în unele eparhii ale Bisericii Ortodoxe Americane.
Recent, la Conferința Comitetului interguvernamental pentru salvgardarea patrimoniului cultural, desfășurată la Bogota (Columbia) în noiembrie 2019, Cântarea bizantină, gen muzical unic transmis până în zilele noastre de Biserica Ortodoxă, a fost inclus pe lista Patrimoniului Cultural Imaterial al UNESCO.

## Caractere generale
Cântarea bizantină actuală este construită pe opt moduri (glasuri), fiecare glas cu tonalitatea sa specifică. Glasurile se schimbă unul după altul, începând cu luni după Duminica Tomii, când se începe cu glasul 1. În timpul Săptămânii luminate, glasurile se schimbă zilnic, în felul următor:
Duminică – modul 1,
Luni – modul 2,
Marți – modul 3,
Miercuri – modul 4,
Joi – modul plagal al întâiului (5),
Vineri – modul plagal al celui de-al doilea (6),
Sâmbătă – modul plagal al celui de-al patrulea (8).